# Now International
Now International是香港now tv的一條海外頻道，於2012年10月18日啟播。同年，並落地美國。Now International為一條創新生活時尚娛樂頻道，提供一系列優質的烹飪、生活潮流及旅遊飲食節目，以及廣受歡迎的綜藝娛樂節目及娛樂新聞。節目全部以高清製作，特為崇尚優質生活的觀眾度身訂造。

## 頻道歷史
- 2012年10月18日，本頻道正式啟播。
- 2018年5月，因为在马来西亚的收視率下跌，而Now TV電視商決定与馬來西亞Unifi TV將本頻道降級至標清版本，之后恢复高清版本。
- 2019年11月15日，因收视率下降，Now TV与Unifi TV终止授权后停播，目前此頻道只限美國播出。

## 播放節目[2]
本頻道主要播放now 香港台、now 101台、now新聞台及ViuTV的節目，包括本地劇集、外購劇集（所有劇集由now劇集台和now華劇台提供）、新聞（個別時段）、綜藝節目、卡通和體育賽事（不定期播放）。
曾播放的節目：
- ViuTV：
  - 區區有樂
  - 《晚吹》系列
  - 小煮角（第四季）

- now 香港台：
  - 美齡辛福便當
  - 小煮角（第二、三季）
  - 煮角
- now新聞台：
  - 經緯線
  - 杏林在線

## 外部連結
- 節目表（页面存档备份，存于）
- YouTube頻道（页面存档备份，存于）